# JP Saxe
Jonathan Percy Starker Saxe, detto JP (Toronto, 23 marzo 1993), è un cantautore canadese.

## Biografia
JP Saxe ha iniziato a pubblicare singoli a partire dal 2017, mettendo in commercio il suo EP di debutto Both Can Be True: Part 1 nel 2018. Nel 2019, dopo diversi tentativi, ha ottenuto un notevole successo commerciale con il brano If the World Was Ending, in collaborazione con Julia Michaels, che ha fatto il proprio ingresso nella graduatoria dei singoli in più di venti paesi, tra cui Australia, Canada, Paesi Bassi, Regno Unito e Stati Uniti, venendo certificato ottuplo platino dalla Music Canada e quadruplo platino dalla Recording Industry Association of America. Dopo aver lanciato altri brani, nel 2020 ha pubblicato il suo secondo EP Hold It Together. Sempre nel 2020 ha duettato per la seconda volta con Julia Micheals nel brano Kissin' in the Cold, esibendosi con lei sul palco di The Voice.
Nel 2021 ha collaborato con Maren Morris in Line by Line e nell'ambito dei Juno Award, il principale riconoscimento musicale canadese, ha ottenuto cinque candidature, tra cui una come cantautore dell'anno, riuscendo a trionfare come artista rivelazione dell'anno. È in seguito uscito il primo album in studio Dangerous Levels of Introspection, che ha debuttato nella Canadian Albums al 61º posto e per il quale l'artista ha dato al via ad una tournée internazionale nel corso della stagione autunnale del medesimo anno. Ai Juno Award annuali è stato candidato per il premio all'artista dell'anno e per quello all'album dell'anno per il suo LP d'esordio.

## Discografia

### Album in studio
- 2021 – Dangerous Levels of Introspection
- 2023 – A Grey Area

### Album dal vivo
- 2024 – A Grey Area (Live Sessions)
- 2024 – Live on Stage

### EP
- 2018 – Both Can Be True: Part 1
- 2020 – Hold It Together

### Singoli
- 2017 – Changed
- 2017 – Anybody Else
- 2018 – The Few Things
- 2018 – 25 in Barcelona
- 2019 – Same Room
- 2019 – Women Who Look like You (con Guapdad 4000)
- 2019 – If the World Was Ending (feat. Julia Michaels)
- 2020 – Sad Corny Fuck
- 2020 – Hey Stupid, I Love You
- 2020 – A Little Bit Yours (solo o feat. Eric Chou)
- 2020 – Kissin' in the Cold (feat. Julia Michaels)
- 2021 – Line by Line (feat. Maren Morris)
- 2021 – Like That (solo o feat. Kany García)
- 2021 – More of You
- 2022 – When You Think of Me
- 2022 – The Good Parts
- 2023 – Moderación (con Camilo)
- 2023 – I Don't Miss You
- 2023 – Everything Ends (feat. Lizzy McAlpine & Tiny Habits)
- 2023 – Caught Up on You
- 2023 – Anywhere (con Carla Morrison)
- 2024 – Without You (con Petit Biscuit e Surf Mesa)
- 2025 – Safe

### Collaborazioni
- 2020 – Golf on TV (Lennon Stella feat. JP Saxe)
- 2021 – Maybe Don't (Maisie Peters feat. JP Saxe)